# Споменица за рат 1876-1878. године
Споменица за рат 1876-1878. године је спомен-медаља успостављена као сјећање на Црногорско-турски рат (1876—1878) и стицање независности. 

## Историјат
Године 1874. турски су зулуми и велика глад нагнали Херцеговце да организирају устанак ("Невесињска пушка"). Иако је Црна Гора постакла устанак и подржавала га, није се смјела директно укључити војним снагама, јер су велике силе захтијевале њезину неутралност. Међутим, када је видио да би Аустро-Угарска могла искористити устанак за освајање Босне и Херцеговине, кнез Никола је одлучио директно интервенисати. Непосредан повод за рат било је сурово убиство седамнаест Црногораца у Подгорици. Иако су Турци осудили починиоце злочина на смрт, огорчење је попримило такве размјере да се јавно мнијење није могло зауставити. На скупштини народних главара одржаној на Цетињу 6. августа 1875. године одлучено је да се ступи у рат с Турском. Устанак се из Херцеговине ширио муњевито даље, па је већ у другој половини 1875. обухватио крај између Уне и Мораче. Велике су силе веома пажљиво пратиле развој догађаја. Енглеска је као и прије подупирала Турску, док је Русија свим средствима подупирала устанак и Црну Гору. Аустро-Угарска је имала своје интересе у Босни и Херцеговини, из које је хтјела истиснути Турску, али се истовремено бојала утцаја тријумвирата - Русије, Србије и Црне Горе на Балкану.
Дана 30. јуна 1876. Црна Гора и Србија споразумно су објавиле рат Турској и почеле војне операције. Кнез Никола је са 12.000 Црногораца продро у Херцеговину и спојио се с 9.000 бораца устаничке војске. До одлучне битке дошло је 28. јула на Вучјем Долу, код Билеће.
Удружени Црногорци и Херцеговци страховито су поразили турску војску и задобили велик плијен. Након тога је војвода Божо Петровић, командант дијела црногорске војске од укупно 6.000 војника, побиједио у неколико битака на југоисточном ратишту(Фундина, Медун, Мартинићи, Спуж. Дољани, Тријебач) и освојио Куче. Србија је у почетку имала успјеха, али је након пораза код Ђуниса крајем октобра 1876. морала затражити примирје и избачена је из рата. У април 1877. Русија је објавила рат Турској и напала је, што је значило ескалацију рата. У другој фази рата Турска је настојала јаким снагама брзо изборити побједу над Црногорцима. Стога је у јуну 1877. турска војска под командом Сулејман-паше. "најдаровитијег турског команданта на Балкану", са свих страна напала Црну Гору. Сулејман-паша је разбио 18 црногорских и херцеговачких батаљона, дошао до Никшића и упутио се према Подгорици да помогне јужној и западној војсци, које нису биле тако ефикасне. Међутим, Сулејман-паша је изненада добио наредбу да се пребаци на руско-турски фронт у Бугарској. Црногорци су искористили ситуацију и прешли у офанзиву. Дана 8. септембра заузели су Никшић, а затим и Билећу. Почетком 1878. године Црногорци су ушли у Бар и Улцињ. Тада је закључен мир између Русије и Турске, па је Црна Гора морала прекинути ратне операције. Одредбама Санстефанског мира 3. марта 1878. Црној Гори је гарантована независност и територијално проширење на рачун Турске. Енглеска и Аустро-Угарска енергично су се супротставиле закључцима Санстефанског мира и затражиле ревизију. Тако је 13. августа 1878. године дошло до Берлинског конгреса, на којем су ревидиране одлуке Санстефанског мира. Русија се морала одрећи значајних територија окупираних 1878; Аустро-Угарска је добила Босну и Херцеговину, а Црној Гори и Србији призната је независност. Србија је повећала своју територију, а Црној Гори је одузет дио добивен Санстефанским миром. Ипак је Црна Гора двоструко повећала своју територију у односу на стање прије рата. Добила је градове Никшић, Спуж, Подгорицу, Жабљак, Бар и Улцињ.
Успјешно завршен рат обиљежен је израдом спомен медаље. Том је приликом разбијено неколико турских топова, а крхотине су у два наврата послане сандуцима у Беч. Године 1879. исковане су прве Споменице за рат
1876- 1878. Нема података колико је том приликом израђено и подијељено медаља, свакако недовољно јер је 1884. године у Бечу искована нова серија од 8.000 комада. За њезину је израду употријебљено око 206 кг бронзе. Споменица се дијелила свим судионицима рата, чак и страним држављанима који су ступили у црногорску војску као добровољци.

## Изглед
На лицу медаље приказано је попрсје кнеза Николе у полупрофилу удесно, у црногорској ношњи с одликовањима на прсима. Уоколо уз руб медаље налази се натпис: НИКОЛА I КЊЯАЬ ЦРНОГОСКIИ (у горњој половици медаље) и полувијенац од ловорове и храстове гранчице (у доњој половици медаље). На наличју, у кружном канелираном пољу, налази се истокраки крст с краковима који се сужују према центру (тип тзв. топовског крста). У сваком краку крста уписана је једна ратна година, почевши од лијевог крака у смјеру казаљке на сату: 1875 (лијево), 1876 (горе), 1877 (десно), 1878 (доле). Около уз руб медаље налази се натпис: ТЬI ЄСИ КРѢПОСТЬ И УТВЕРЖДЕНIЕ МОЄ. Сасвим на дну испод крста, налази се турски грб: полумјесец и звијезда. Трака је бијеле боје, с три црвене пруге, или бијела са двије црвене пруге, која се стављала послије. Медаље коване 1884. разликују се у детаљима од медаља кованих 1879. године, што значи даје израђен нови калуп. Модел из 1884. године мало је рељефнији, владарев је лик издуженији, размак међу словима натписа је израженији, сама медаља је позлаћена.